# 아유야
아유야(스페인어: Hallulla)는 남아메리카에서 유명한 칠레의 납작빵이다. 쇼트닝과 함께 구우며 둥글고 평평하다. 몇몇의 전통적인 칠레 샌드위치에도 아유야가 들어간다.
전통 아유야 레시피에는 보통 밀가루, 이스트, 설탕, 소금, 물이 들어가며 우유와 쇼트닝도 자주 들어간다.